# Саймон, Джозетт
Джозе́тт Са́ймон (англ. Josette Simon; род. 1960, Лестер) — британская актриса театра, кино и телевидения, изредка также выступает как актриса озвучивания.

## Биография
Джозетт Патриша Саймон родилась 15 ноября 1960 года в английском городе Лестер, выросла в деревне Тармастон. Её родители родом из государства Антигуа и Барбуда, с острова Антигуа. Есть трое старших братьев и сестёр. После средней школы девушка окончила Центральную школу сценической речи и драматического искусства. С 1980 года Джозетт начала сниматься для телевидения, в 1987 году впервые появилась на широком экране, но для большого кино её работы так и остались крайне скудными. С 2010 года изредка выступает как актриса озвучивания. Для телевидения обычно выступает как приглашённая на 1—3 эпизода гостья в криминально-детективных сериалах.

### Личная жизнь
В 1996 году Саймон вышла замуж за британского тенора Марка Падмора (род. 1961). Брак продолжался восемь лет, после чего пара развелась. От этого брака у Джозетт осталась дочь (род. 2000).

## Награды и номинации
- 1989 — Кинопремия «Джини» в категории «Лучшая актриса главной роли» за роль в фильме «Молоко и мёд» — номинация.
- 1990 — Театральная премия Evening Standard[англ.] в категории «Лучшая актриса» — победа[5].
- 2000 — Орден Британской империи «за служение драме»[2]

## Театр
Саймон играет в Королевском национальном театре, она член труппы «Королевская шекспировская компания». Она играла одну из трёх ведьм-сестёр в постановке «Макбет». В 2017 году Джозетт играла Клеопатру в постановке «Антоний и Клеопатра». Зрители не ожидают увидеть в подобных ролях чернокожую актрису, но Саймон является сторонницей практики «подбор актёров без оглядки на цвет кожи». Особенно ярко это проявилось, когда в 1989 году актриса сыграла роль Мэгги в постановке «После грехопадения». Автором этой пьесы является известный драматург Артур Миллер, один из мужей Мэрилин Монро, и в его произведении под персонажем Мэгги подразумевается именно она. За ту роль газета Evening Standard наградила Саймон своей театральной премией в категории «Лучшая актриса».

## Избранная фильмография

### Широкий экран
- 1987 — Клич свободы / Cry Freedom — доктор Рамфеле[англ.]
- 2012 — Красные огни / Red Lights — Коррин
- 2017 — Чудо-женщина / Wonder Woman — Мнемосина
- 2019 — Покемон. Детектив Пикачу / Detective Pikachu — Грэмс, бабушка Тима Гудмена
- 2020 — Ведьмы / The Witches — Зельда

### Телевидение
- 1980—1981 — Семёрка Блейка / Blake’s 7 — Дэйна Мелланби (в 26 эпизодах[англ.])
- 1984 — Пьеса на сегодня[англ.] / Play for Today — Линда Кинг (в эпизоде King)
- 1989 — Столица[англ.] / Capital City — Беатрис (в эпизоде Takeover)
- 1994 — Мир природы[англ.] / Natural World — рассказчица за кадром (в эпизоде Firebird[англ.])
- 1997 — Джеймс Кавано, королевский адвокат[англ.] / Kavanagh QC — доктор Хилари Джеймсон (в эпизоде Blood Money)
- 1998 — Дэлзил и Пэскоу / Dalziel and Pascoe — Эйлин Энстисс (в эпизоде Bones and Silence)
- 1998, 2011 — Безмолвный свидетель / Silent Witness — разные роли (в 3 эпизодах)
- 2003 — Последний детектив[англ.] / The Last Detective — Джемма Дюваль (в эпизоде Lofty)
- 2005 — Пуаро Агаты Кристи / Agatha Christie’s Poirot — Мирель Милеси (в эпизоде The Mystery of the Blue Train)
- 2006 — Убийства в Мидсомере / Midsomer Murders — Саманта Флинт (в эпизоде Last Year’s Model)
- 2006, 2009—2010 — Лондонский госпиталь[англ.] / Casualty — разные роли (в 9 эпизодах[англ.])
- 2007 — Льюис / Lewis — Стефани Филдинг (в эпизоде Expiation)
- 2008 — Чисто английское убийство / The Bill — доктор Рейчел Картрайт (в эпизоде Witness: Breaking Point[англ.])
- 2008 — Молокососы / Skins — Элейн Фейзер (в эпизоде Jal[англ.])
- 2009 — Горизонт / Horizon — рассказчица за кадром (в эпизоде Who Do You Want Your Child to Be?[англ.])
- 2009 — Механик[англ.] / Minder — DI Мюррей (в 3 эпизодах[англ.])
- 2010 — Тишина / The Silence — терапевт (в 2 эпизодах)
- 2011 — Призраки / Spooks — Джулия Деннисон (в эпизоде Episode #10.1[англ.])
- 2011 — Закон и порядок: Лондон / Law & Order: UK — Полетт Кларксон (в эпизоде Survivor's Guilt[англ.])
- 2012 — Новые трюки / New Tricks — Вера (в эпизоде Queen and Country[англ.])
- 2014 — Смерть в раю / Death in Paradise — судья Стоун (в эпизоде An Artistic Murder?!)
- 2014 — Подозреваемые[англ.] / Suspects — доктор Мелани Стэндиш (в эпизоде Sensitivity)
- 2017 — Убийство на пляже / Broadchurch — старший суперинтендант[англ.] Кларк (в 3 эпизодах)
- 2018 — Развод по-английски[англ.] / The Split — Майя (в эпизоде Episode #1.6)
- 2018 — Летящие сквозь ночь / Nightflyers — Синтия (в 3 эпизодах)
- 2019 — Королевы тайн[англ.] / Queens of Mystery — Таллула Сэвидж-Хьюз (в эпизоде Death by Vinyl)
- 2019 — Ведьмак / The Witcher — Эитне (в 2 эпизодах)

### Озвучивание
- 2010 — Fable III — второстепенные персонажи
- 2012 — Мерлин / Merlin — The Euchdag (в 2 эпизодах)
- 2014 — Dragon Age: Inquisition — второстепенные персонажи